# Janez I. Polanenski
Janez I., gospod Polanenski ( ok. 1285 – 26. september 1342) je bil gospod Polanena, gospod De Leka in gospod Brede. Janez I. Polanenski je umrl leta 1342 in bil pokopan v cerkvi v Monsterju v Južni Holandiji.

## Življenje
Janez je bil sin Filipa III. Duivenvoordskega (?-ok. 1308) in Elizabete Vianenske.

### Gospod Polanenski
Po očetovi smrti je Janez I. postal gospod na gospostvu in  gradu Polanen. V zgodnjih letih je Janezu pomagal njegov stric Diederik Waleški. Med letoma 1307 in 1309 je Janez I. Polanenski od očeta podedoval grad in posestvo v Polanenu. Uspelo mu je razširiti svoje posesti v Westlandu z mlinom v Monstru (1311), tamkajšnjimi desetinami (1322) in z desetinami pod Delftom , Maaslandom in Schipluidnom (1324).

### Gospod Heemskerški
Leta 1327 je Janez kupil grad Stari Haerlem in gospostva (gospoščinske urade)  Heemskerka in Castricuma. Cena je bila samo 100 funtov.
Leta 1328 je Janez sodeloval v bitki pri Casselu, leta 1329 pa je bil povzdignjen v viteza. Po smrti svojega bogatega polbrata Viljema Duivenvoordskega je Janez I. Polanenski podedoval njegov grad v Geertruidenbergu.
Leta 1331 je bil imenovan za sodnega izvršitelja Woerdna, leta 1331 in 1336 za sodnega izvršitelja Rijnlanda ter leta 1339 za sodnega izvršitelja Kennemerlanda in Zahodne Frizije.

### Gospod iz Brede
Skupaj s svojim sinom Janezom II. Polanenskim (1324–1378) je Janez I. od brabantskega vojvode Janeza III.  9. decembra 1339 v zastavo prejel gospostvo Breda, katero je v fevd prejel njegov polbrat Viljem. Njegov sin Janez II. Polanenski je gospostvo Breda leta 1353 odkupil in tam dal zgraditi grad Breda. Janez II. Polanenski je tudi ukazal zgraditi obzidje okoli Brede za zaščito mesta pred napadalci.
Janez I. Polanenski je umrl leta 1342 in je bil pokopan v cerkvi v Monsterju v Južni Holandiji.

## Poroka in potomci
Leta 1322 se je Janez poročil s Katarino Brederodsko (umrla 1372). Imela sta vsaj pet otrok.
- Marija Polanenska (1323-1382), poročena najprej z Janezom I. Montfoortskim in drugič z Gerardom Heemstedejskimm (1320-1375).
- Janez II. Polanenski (1325-1378)
- Filip Polanenski (1328-1375), poročen z Elizabeta Madeško, bil gradiščanski grof med obleganjem Geertruidenberga (1351-1352) za stranko Trsk; bil je gospod Kapelle, Nieuwerkerka in Uyternierta.
- Dirk Polanenski, gospod Asperena (- po 1394). Poročil se je z Elburg Asperensko. Bila je hči Otona II. Arkelsko-Asperenskega, gospoda Asperena in Hagesteina, ter Alejde Avesneške. Dirk je bil vojskovodja med obleganjem Heemskerka (1358) in obleganjem Heusdna (1358-59).
- Gerard Polanenski (-1394), je bil gospod Berkla po poroki z Luutgardo van der Horst, gospo Wulvenhorsta.